# Compton Acres (zahrada)
Compton Acres je velká soukromá zahrada v Poole, Dorset, Anglie. Byla založena v roce 1920 Thomasem Williamem Simpsonem, podnikatelem, který zbohatl na výrobě margarínu. Zahrady jsou oblíbenou turistickou atrakcí.
Compton Acres se skládá z pěti tematických sub-zahrad: italská zahrada, skalní a vodní zahrada , vřesová zahrada, japonská zahrada a méně formální zahrada zvaná Lesní údolí (Wooded Valley).

## Italská zahrada
Tato nádherná zahrada je navržena tak, aby těšila podívanou na vodu, fontány, sochy, sestříhané a tvarované keře a masové výsadby, které poskytují sezónní barvy.
Na jedné straně stojící vila dotváří italský styl místa. Zahrada nabízí fantastické sochy, jako je Bacchus ve svém chrámu, Zápasníci Herculaneum a staré benátské bronzové lucerny.

## Lesní údolí
Ze vzrostlých borových stromů byla vytvořena lesní zahrada s klikatými stezkami a dramatickými vodopády.
Roste zde mnoho rododendronů a kamélií. Stínomilné keře lemují terasy spolu s nedávno vysazenými epifyty, jako Podophyllum hexandrum, Impatiens omeiana, Arisaema candidissima a Uvularia grandiflora, včetně kapradin a náprstníků. V dolní partii jsou chytře konstruovány série nádrží, které vytvářejí dojem proudící bystřiny.

## Skalní a vodní zahrada
Je možná největší skalní zahrada v soukromém vlastnictví v Anglii.
Je domovem více než 300 druhů rostlin, od vzrostlých exemplářů pomalu rostoucích jehličnanů, až po širokou škálu alpských a stovek trpasličích cibulovin, které kvetou na jaře a v létě.

## Vřesová zahrada
Jedná se o celoroční atrakci, která je nejkrásnější na jaře.
Výsadby jsou směsí mnoha druhů vřesů vysázených mezi kameny. Je zde vysázena malá sbírka rostlin z jižní polokoule, včetně velkolepé na jaře kvetoucí Acacia pravissima, která se těší velkému zájmu.

## Japonská zahrada
Japonská zahrada v Compton Acres je považována za jednu z nejlepších v Británii.

Čajovna, zahalená japonskými vistáriemi (Wisteria floribunda) a došková chalupá, jsou zkonstruovány tak, aby působily autenticky, zatímco kamenná a bronzová umělecká díla byla ve dvacátých letech dovezena z Japonska. Rostliny byly vybrány s důrazem na japonské ikony, jako jsou barevné, stále zelené azalky z Kurume, japonské javory a krásné asijské kvetoucí keře. 

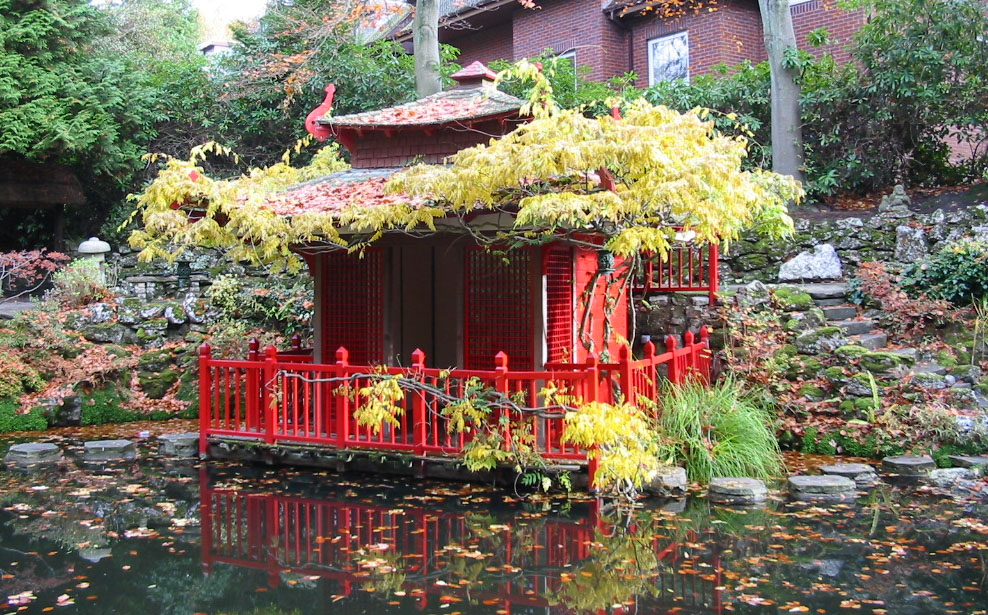
Japonská zahrada
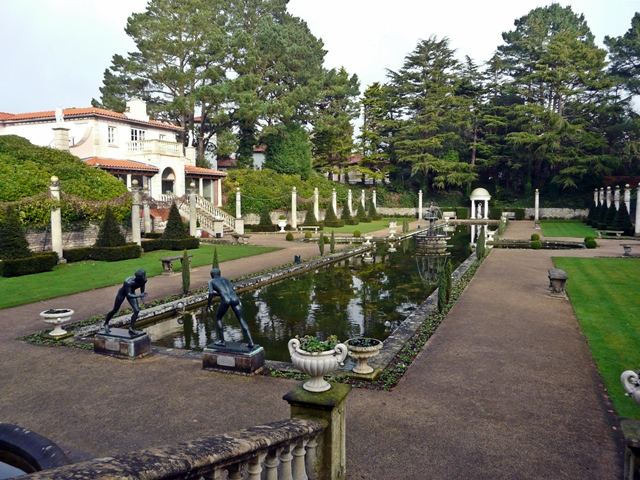
Italská zahrada
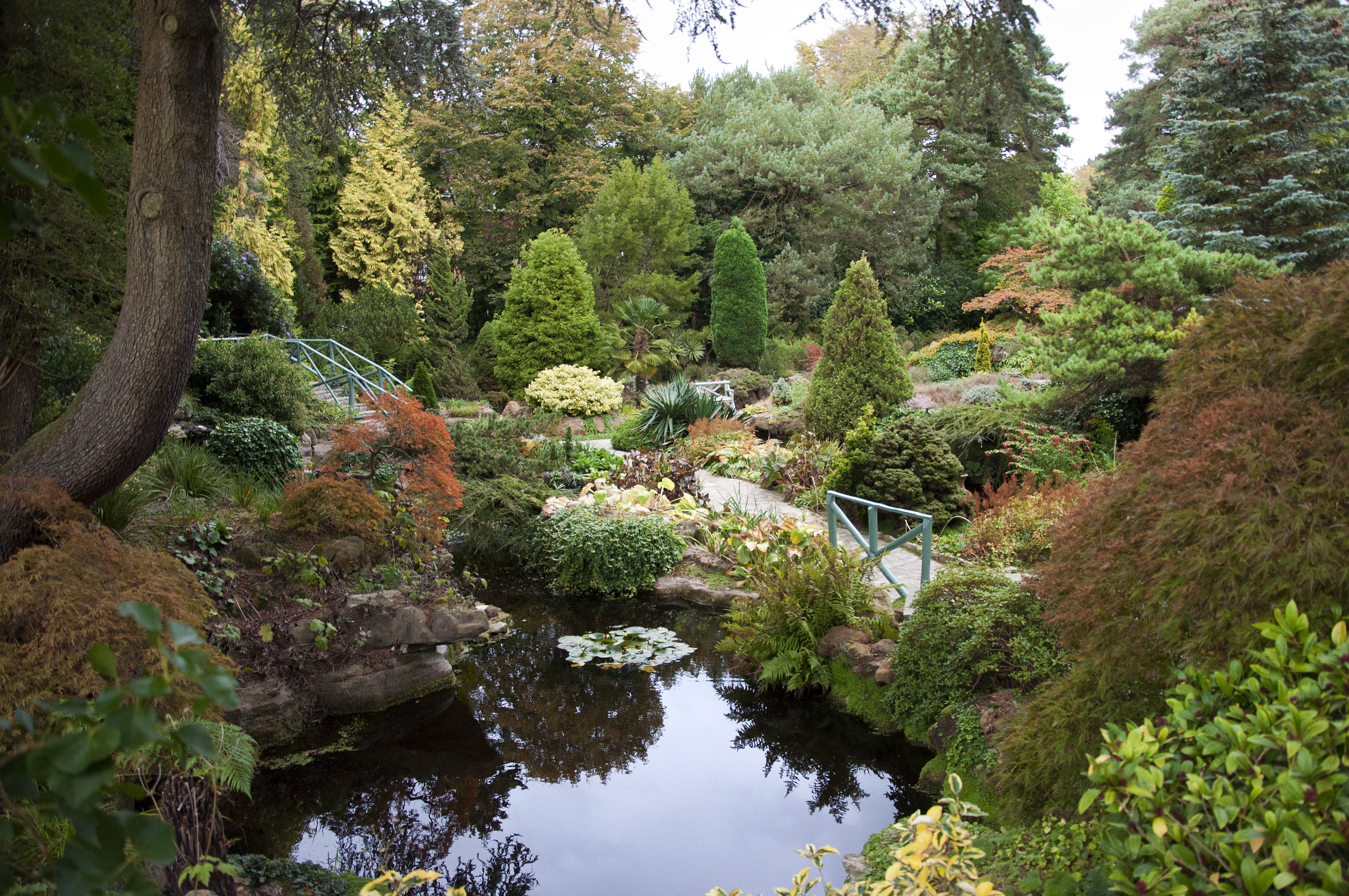
Lesní údolí
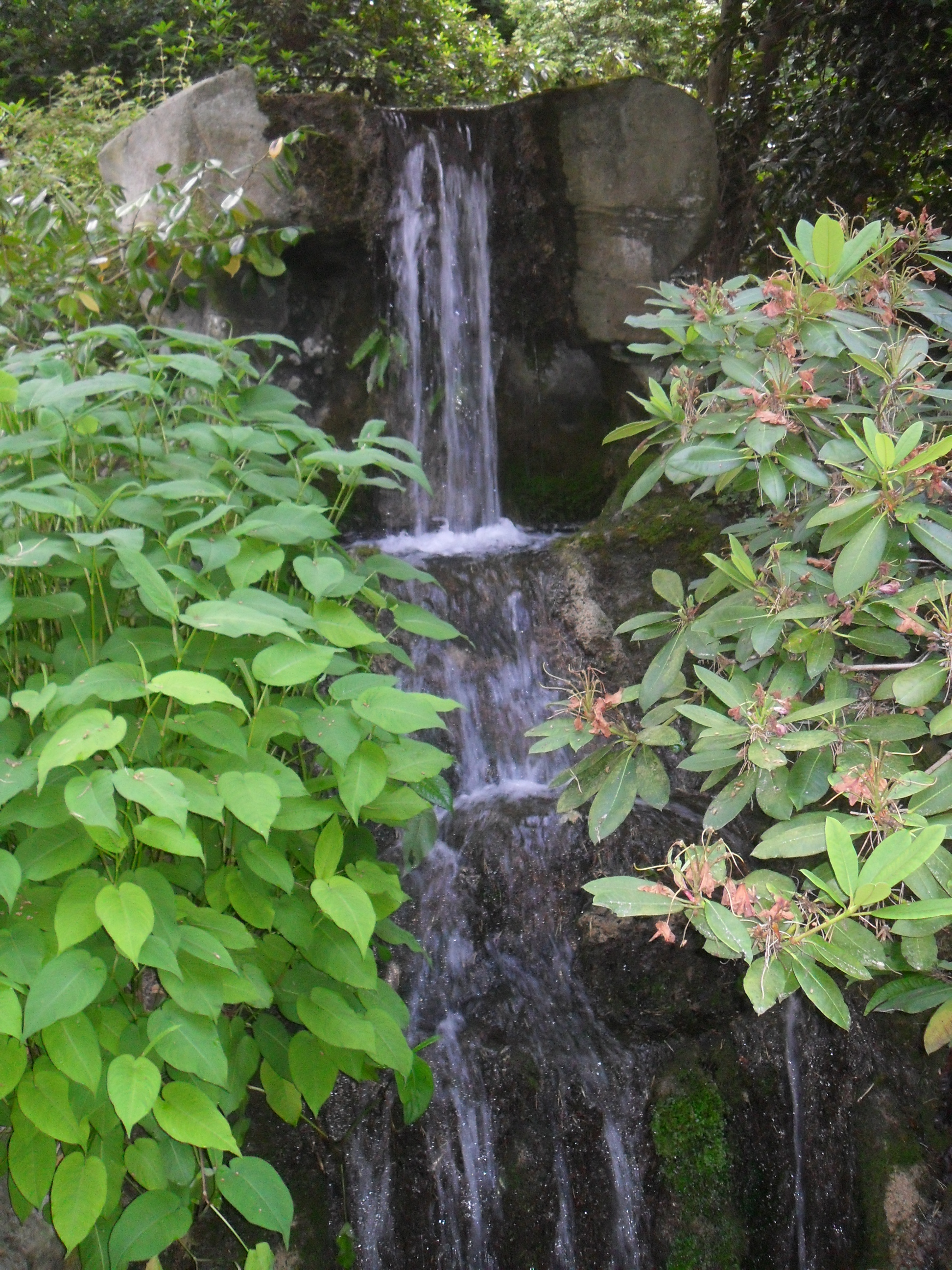
Vodopád
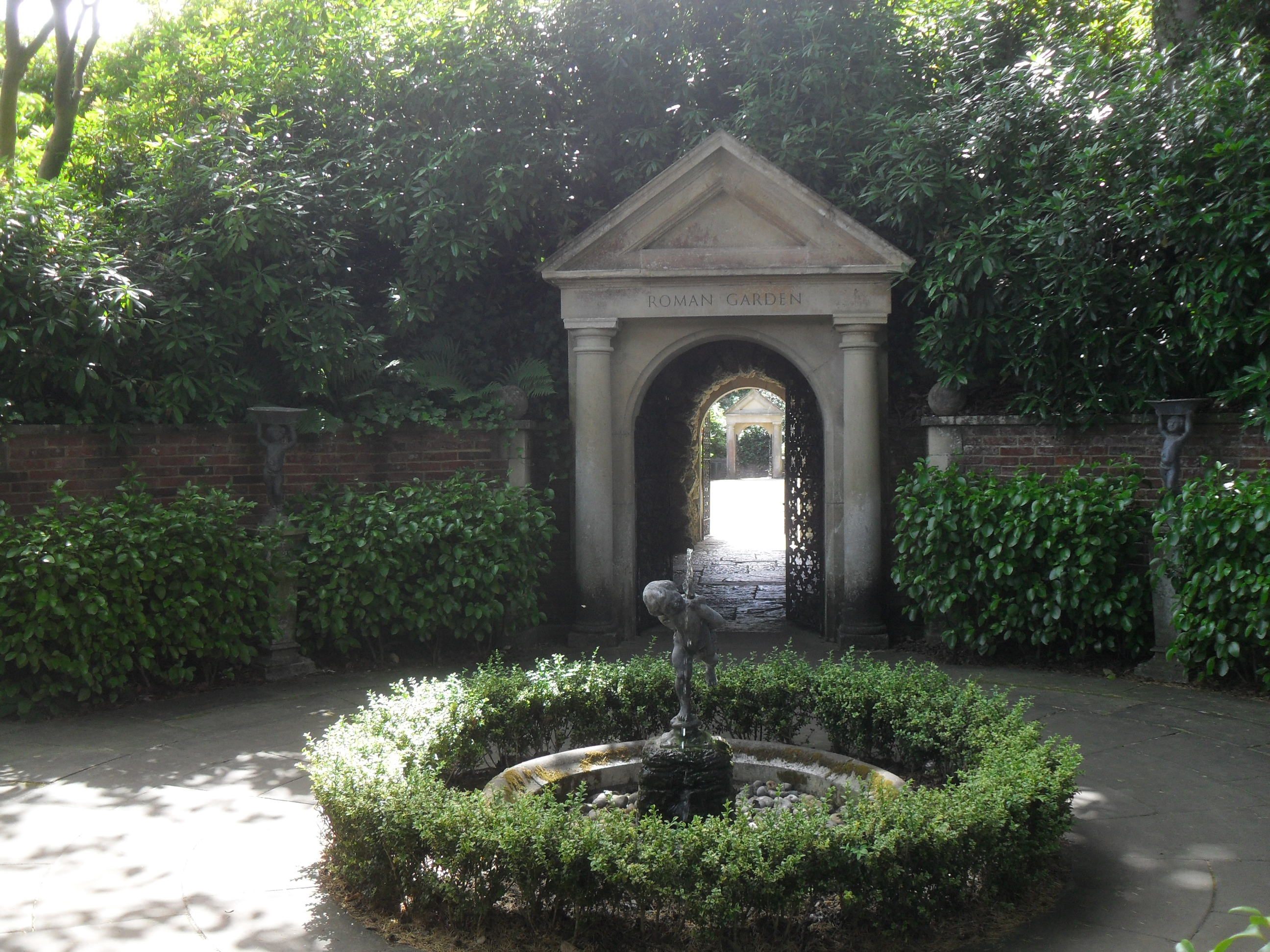
Portál
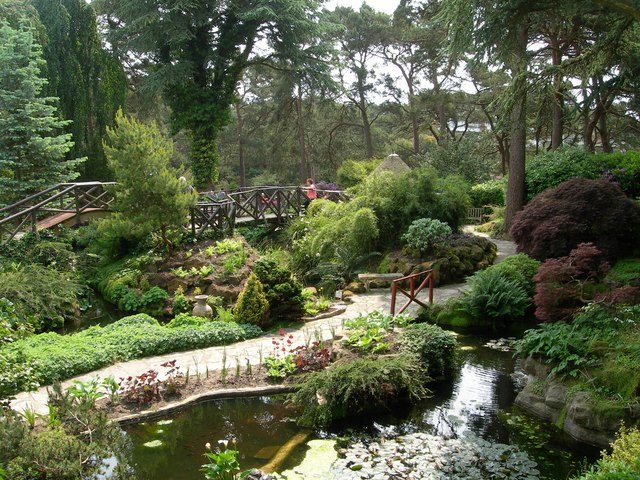
Vodní zahrada
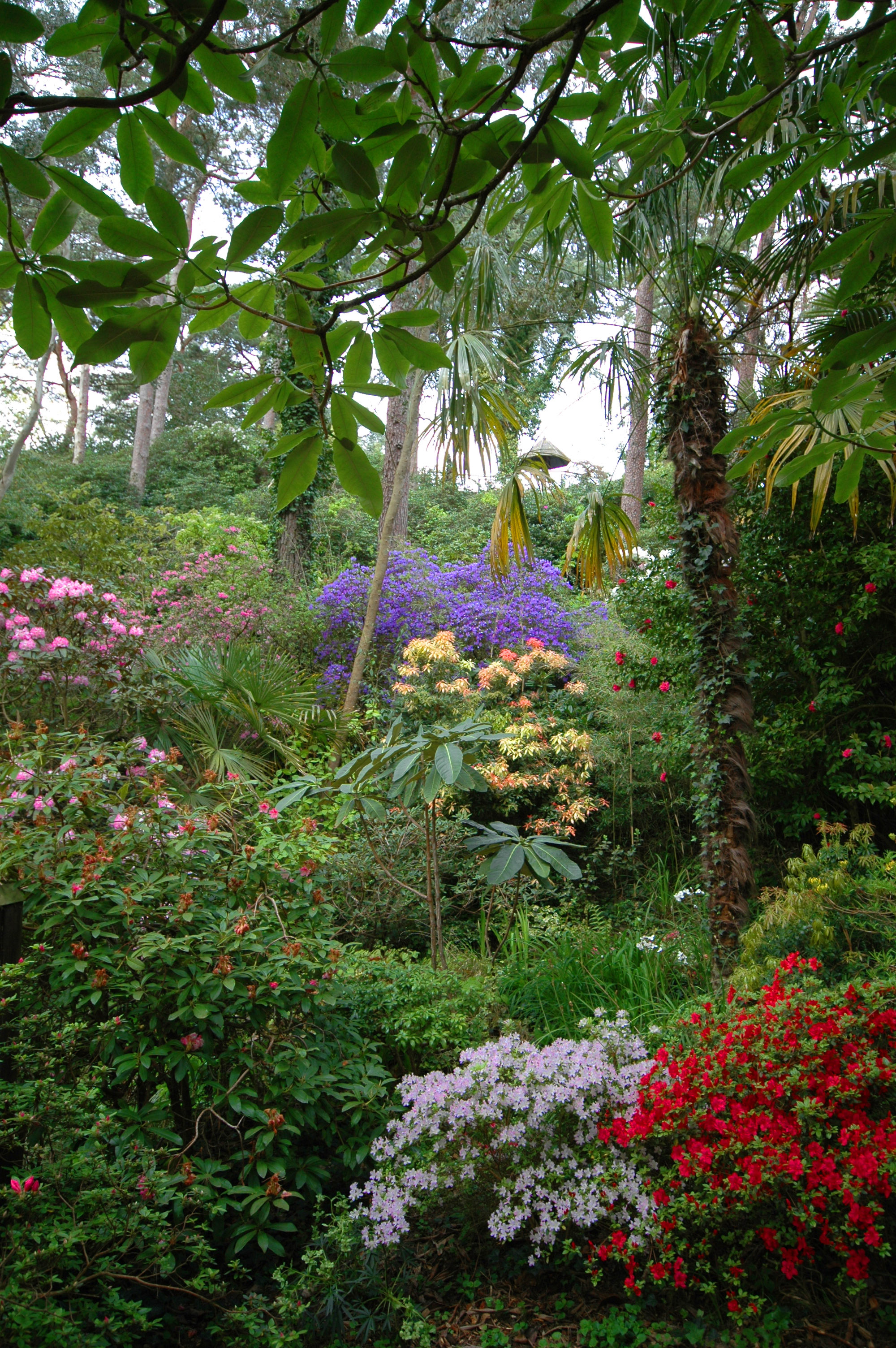
Lesní údolí